# 枓

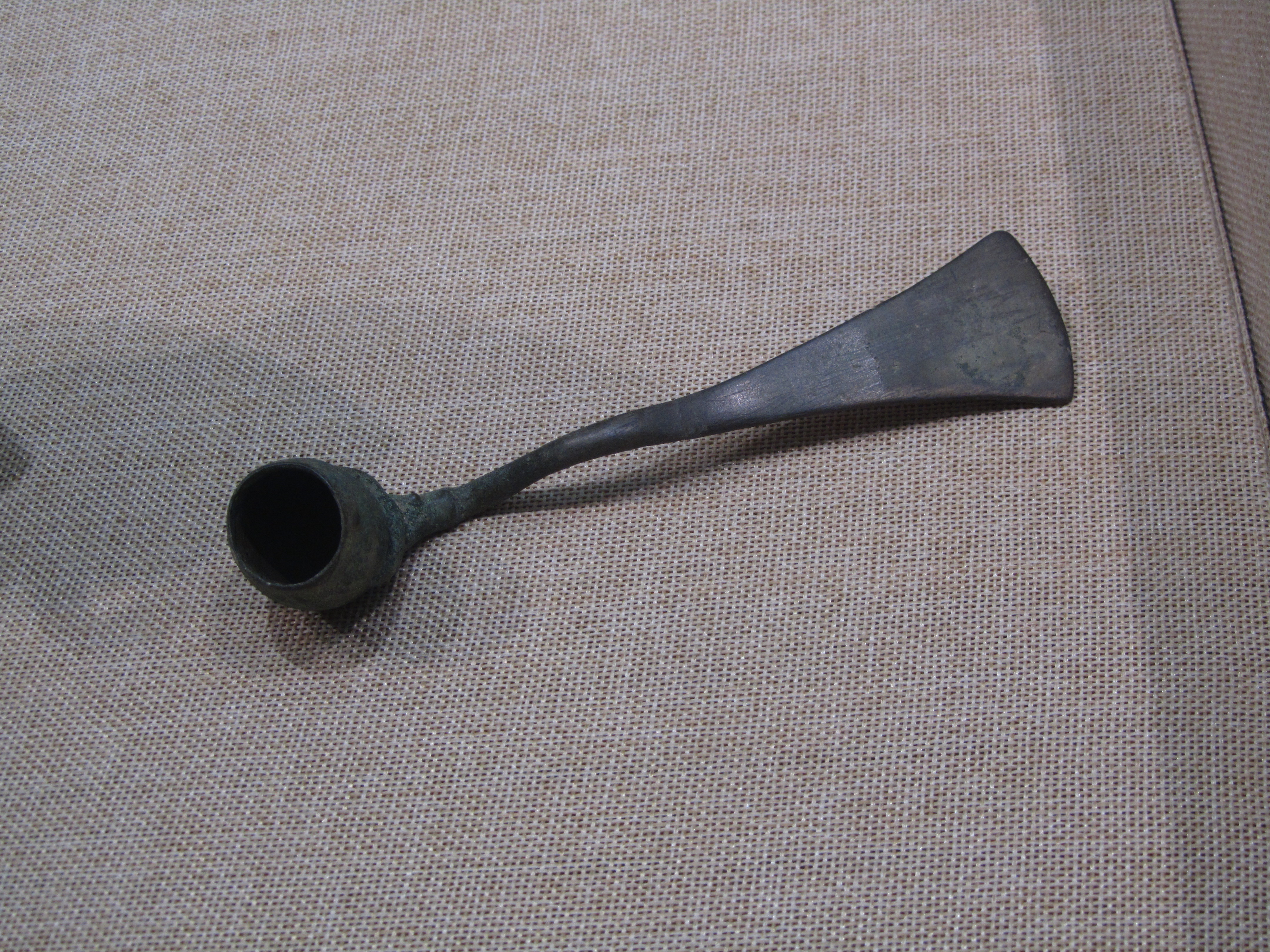
1961年出土于江陵万城北门外的西周早期铜枓

古又作、钭，为流行于中国商代晚期至西周早期的一种挹酒器，可木制亦可铜铸，传世和出土均极少见。枓形状类似于勺，区别在于采用曲柄而非直柄，在弯曲的长柄上连以直口、垂腹、圆底的小杯，形如北斗，用以酌酒。

## 延伸阅读
[在维基数据编辑]
 《欽定古今圖書集成·經濟彙編·考工典·斗部》，出自陈梦雷《古今圖書集成》